# Erinnerst Du Dich an Dolly Bell?
Erinnerst du dich an Dolly Bell? (Sjećaš li se Dolly Bell?) ist ein jugoslawischer Spielfilm von Emir Kusturica aus dem Jahre 1981. Es ist, nach einigen Kurzfilmen und zwei Fernseharbeiten, der erste Kinofilm des Regisseurs und brachte ihm bei den Filmfestspielen von Venedig 1981 den Preis für das beste Erstlingswerk ein. Angesiedelt ist die Geschichte 1963 in einem Vorort Sarajevos. Ein 16-Jähriger ist in Beschlag genommen von westlicher Popkultur, einem Vater, den er vorerst nicht ernst nehmen kann, seiner Verliebtheit in die falsche Frau und erotischen Abenteuern. Dabei schwankt er zwischen einer trostlosen Gegenwart und einer verheißungsvollen Zukunft. Der Regisseur karikiert die utopischen Versprechungen des Kommunismus und demonstriert, wie wenig sie funktionieren. Der Name Dolly Bell stammt von einer Tänzerin aus dem italienischen Film Die größte Schau der Nacht (1959), den die heranwachsenden Burschen im Quartierzentrum anschauen dürfen.

## Stimmen der Kritik
In der Revue de cinéma bezeichnete Marcel Martin Dolly Bell als einen jener Filme, in denen sich das Kino im Spiegel der Augen seiner Anhänger betrachte: „Das ist es, was diese neorealistische Chronik in Poesie verwandelt, die der sentimentalen Duselei ebenso entkommt wie naturalistischer Selbstgefälligkeit.“ Mit bemerkenswertem Gespür für die Beobachtung von Details, durchdringend wie respektvoll bei der Annäherung an die Figuren, erzähle Kusturica mit zugleich höhnischem und zärtlichem Humor und beweise ein zutiefst originales Talent. Dagegen war Jean A. Gili in Positif der Ansicht, Dolly Bell hebe sich aus den in Jugoslawien produzierten Filmen nicht durch Originalität hervor. Doch in seinen besten Momenten vermittle der Film die Unsicherheit einer Gesellschaft zwischen einer einzwängenden politischen Struktur und einem Aufflackern von Irrationalität. Die Cahiers du cinéma haben den Film nicht besprochen.
In der Bundesrepublik Deutschland gelangte Erinnerst du dich an Dolly Bell? nicht in die Kinos, es wurde erst 1995 vom ZDF ausgestrahlt. Daraufhin rezensierte der Fischer Film Almanach das Werk und nannte es ein „großartiges Debüt“, mit dem Kusturica sensibel den Übertritt des Protagonisten aus der kindlichen in die Erwachsenenwelt beobachte. Es enthalte bereits die typischen Kusturica-Motive und ansatzweise die Verwendung von Popmusik zur Strukturierung der Erzählung.